# Tetrasteira minuta
Tetrasteira minuta är en insektsart som beskrevs av Frederick Arthur Godfrey Muir 1926. Tetrasteira minuta ingår i släktet Tetrasteira och familjen sporrstritar. Inga underarter finns listade i Catalogue of Life.